# Misaki Kuno
Misaki Kuno (久野 美咲 Kuno Misaki, Prefectura de Tokio, 19 de enero de 1993) es una actriz y seiyū japonesa. Actualmente, vive en Tokio
Ha participado en series como Durarara!!, Nanatsu no Taizai y Musaigen no Phantom World, entre otras. Está afiliada a Office Osawa.

## Roles interpretados

### Series de Anime
2010
- Durarara!! como Akane Awakusu.
- Ore no Imōto ga Konna ni Kawaii Wake ga Nai como Evans Bridget.

2012
- Black Rock Shooter como Hiro Kuroi.
- Senki Zesshō Symphogear como Elfnein.

2013
- Galilei Donna como Rosso Grande.
- Mondaiji-tachi ga Isekai Kara Kuru Sō Desu yo? como Merun.
- Strike the Blood como Didier "Tank" Lydianne.
- Genei wo Kakeru Taiyou como Cerebrum.
- Log Horizon como Serara.
- Ro-Kyu-Bu! SS como Mimi Balguerie.

2014
- Nanatsu no Taizai como Hawk.
- Noragami como Keiichi Ono y Hinaha.
- Selector Infected WIXOSS como Tama.
- Mahōka Kōkō no Rettōsei como Nanami Kasuga.
- Sekai Seifuku: Bouryaku no Zvezda como Kate Hoshimiya.
- Kaitou Joker como Roco.
- Kanojo ga Flag o Oraretara como Kurumiko Daishikyougawa.
- Ryūgajō Nanana no Maizōkin como Saki Yoshino.

2015
- Big Order como Sena Hoshimiya.
- Plastic Memories como Nina.
- Utawarerumono: Itsuwari no Kamen como Shinonon.
- Uwabaki Cook como Cook.

2016
- Sangatsu no Lion como Momo Kawamoto.
- Gyakuten Saiban: Sono "Shinjitsu", Igi Ari! como Harumi Ayasato.
- Kamiwaza Wanda como Yui Kamiya.
- Kiznaiver como Niko Niiyama.
- Magi: Sinbad no Bouken como Kikiriku.
- Musaigen no Phantom World como Kurumi Kumamakura.

2017
- Mahō Tsukai no Yome como Hugo.
- Akiba's Trip The Animation como Ratu Tasujin.
- Battle Girl High School como Sakura Fujimiya.
- Chou Shounen Tanteidan Neo como Noro-chan.
- Cinderella Girls Gekijou como Nina Ichihara.
- Dimension W como Debbie Eastriver.
- Sakurada Reset como Mari Kurakawa.

2018
- Happy Sugar Life como Shio Kobe.
- Hisone to Maso-tan como Hisone Amakasu.
- Nanatsu no Taizai: Imashime no Fukkatsu como Hawk
- Lost Song como Aru.
- Saiki Kusuo no Ψ-nan 2 como Namekawa.
- Beelzebub-jō no Okinimesu Mama. como Belfegor.

2019
- Nanatsu no Taizai: Kamigami no Gekirin como Hawk

2020
- Murenase! Seton Gakuen como Yukari Komori.
- Re:Zero kara Hajimeru Isekai Seikatsu como Typhoon.

2021
- 86: Eighty six como Frederica Rosenfort
- Nanatsu no Taizai: Fundō no Shinpan como Hawk

2022
- Made in Abyss como Irumyuui y Faputa.
- Sono Bisque Doll wa Koi wo Suru como Riz (capítulo 11)
- Summer Time Rendering como Heine.
- Urusei Yatsura como Sugar

2023
- Yozakura-san Chi no Daisakusen como Ai.
- Hikari no Ō como Tōko

### OVAs
2010
- Black Rock Shooter como Hiro Kuroi.

2014
- Magi: Sinbad no Bouken como Kikiriku.

2015
- Nanatsu no Taizai OVA como Hawk.
- Robot Girls Z Plus como Getter Poseidon.

2016
- Mahoutsukai no Yome: Hoshi Matsu Hito como Hugo.

### Videojuegos
2017
- Xenoblade Chronicles 2 como Poppi.
- Magia Record como Yuma Chitose.

2018
- Azur Lane como Nagato.

2019
- Fate/GO como Beni-enma.

2020
- Genshin Impact como Klee.
- Epic Seven como Achates.

2024
- Sword of Convallaria como Beryl.

### Especiales de TV
2013
- Ro-Kyu-Bu! SS Recap como Mimi Balguerie.

2014
- Selector Infected WIXOSS: Midoriko-san to Piruruku-tan como Tama.

2015
- Senki Zesshou Symphogear GX: Senki Zesshou Shinai Symphogear como Elfnein.

2016
- Nanatsu no Taizai: Seisen no Shirushi como Hawk
- Musaigen no Phantom World: Mizutama no Kiseki como Kurumi Kumamakura.
- The iDOLM@STER Cinderella Girls: Anytime, Anywhere with Cinderella como Nina Ichihara.

2017
- Senki Zesshou Symphogear AXZ: Senki Zesshou Shinai Symphogear como Elfnein.

### Películas
2009
- Ibara no Ou como Alice Roznovski.

2015
- Go! Princess PreCure Go! Go! Triple Función Espléndida como Pan.

2016
- Ginga Kikoutai Majestic Prince Movie: Kakusei no Idenshi como Dioluna.
- Selector Destructed WIXOSS Movie como Tama.

2018
- Nanatsu no Taizai: Tenkū no Torawarebito como Hawk.
- Sayonara no Asa ni Yakusoku no Hana wo Kazarou como Medmel.